# Chactún, Yucatán
Chactún är en ort i Mexiko.   Den ligger i kommunen Maxcanú och delstaten Yucatán, i den östra delen av landet, 1 000 km öster om huvudstaden Mexico City. Chactún ligger 30 meter över havet och antalet invånare är 109.
Terrängen runt Chactún är platt, och sluttar västerut. Runt Chactún är det ganska glesbefolkat, med 38 invånare per kvadratkilometer. Närmaste större samhälle är Maxcanú, 6,8 km norr om Chactún. I omgivningarna runt Chactún växer i huvudsak lövfällande lövskog.